# Финал Кубка Англии по футболу

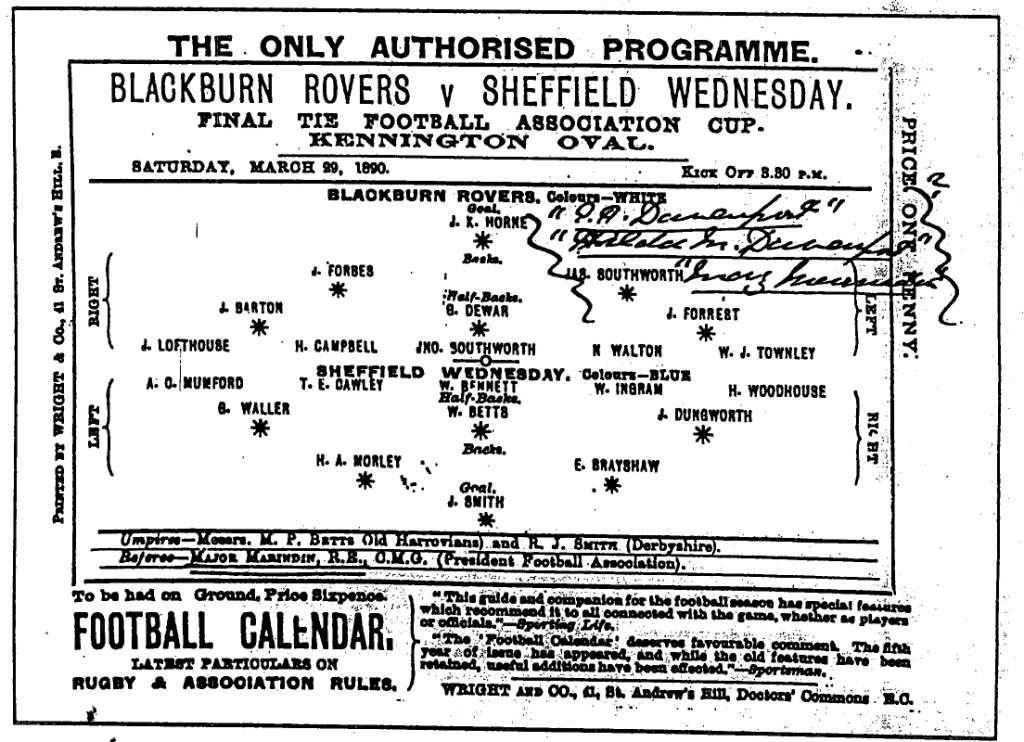
Программка финала Кубка Англии 1890 года между «Блэкберн Роверс» и «Шеффилд Уэнсдей»

Финал Кубка Англии по футболу (англ. FA Cup Final), также известный в Англии как просто Финал Кубка (англ. The Cup Final) — заключительный матч в розыгрыше Кубка вызова Футбольной ассоциации. Является самым посещаемым футбольным событием в рамках национальных футбольных турниров в мире, а также вторым по посещаемости спортивным событием в рамках национальных спортивных турниров в мире. Финал Кубка Англии завершает собой турнир на выбывание, проводящийся ежегодно среди клубов Футбольной ассоциации в Англии (хотя в ранние сезоны в турнире участвовали также шотландские и ирландские клубы, а валлийский «Кардифф Сити» даже выиграл финал 1927 года).
Первые финалы Кубка Англии проводились на различных стадионах, по большей части расположенных в Лондоне. С 1923 по 2000 годы финалы проводились на «Уэмбли», домашнем стадионе сборной Англии. С 2001 по 2005 годы финалы проводились на стадионе «Миллениум» в Кардиффе, так как «Уэмбли» был закрыт на реконструкцию. В 2006 году запланированное открытие «Уэмбли» не состоялось, и финал вновь состоялся на стадионе «Миллениум». С 2007 года финалы Кубка Англии проводятся на новом стадионе «Уэмбли».
До 1993 года действовало правило, согласно которому назначалась переигровка финала в случае ничейного исхода основного и дополнительного времени матча финала. С 1923 года переигровки финала Кубка Англии случались лишь шесть раз. Но в 1993 году Футбольная ассоциация приняла решение о том, что победитель Кубка Англии будет определяться «в назначенный день», таким образом положив конец практике проведения переигровок финала. Это означало, что в случае завершения с ничейным результатом девяноста минут основного времени и 30 минут овертайма (два тайма по 15 минут) назначались послематчевые пенальти для определения победителя турнира. На данный момент лишь два финала Кубка Англии завершались послематчевыми пенальти: финалы 2005 и 2006 годов.
Единственный «хет-трик» в истории финальных матчей на «Уэмбли» был забит Стэном Мортенсеном за «Блэкпул» в финале 1953 года.
Самым быстрым голом в истории финалов Кубка Англии является гол Луи Саа из «Эвертона», который отличился на 28-й секунде матча в финале 2009 года.